# Goerodes salomatini
Goerodes salomatini är en nattsländeart som beskrevs av Ito och Vshivkova 1994. Goerodes salomatini ingår i släktet Goerodes och familjen kantrörsnattsländor. Inga underarter finns listade i Catalogue of Life.